# International Utilities Finance Corporation Limited
La International Utilities Finance Corporation Limited fou una empresa constituïda al Canadà l'any 1922, propietat de la Barcelona Traction, Light and Power. Després de la quarta reestructuració del deute de la Barcelona Traction, i que la societat passés a ser controlada pel holding belga Sidro liderat per Alfred Loewenstein. El seu objectiu era emmascarar davant les autoritats fiscals espanyoles les transferències de divises des de Riegos y Fuerza del Ebro a la Barcelona Traction. L'empresa tingué activitat entre 1924 i 1931.
Riegos y Fuerza del Ebro, la filial de la Barcelona Traction que executava la construcció de central hidroelèctriques i la seva explotació, es finançava parcialment amb emissions d'obligacions amb garantia de primera hipoteca (anomenades General Mortgage) en lliures esterlines, l'únic subscriptor de les quals era la pròpia Barcelona Traction amb un descompte del 50%. La societat Riegos y Fuerza del Ebro havia de tornar la totalitat del nominal a la Barcelona Traction més els interessos, constituint per aquesta última empresa un negoci molt profitós.
El grup de la Barcelona Traction no volia que aquesta informació fos coneguda per les autoritats espanyoles, de forma que la comptabilitat de la sucursal espanyola de Riegos y Fuerza del Ebro es portava de manera separada de la comptabilitat de la central canadenca de la mateixa companyia. La hisenda espanyola només tenia accés a la comptabilitat local, la qual no registrava els comptes de capital social i obligacions, ocultant les relacions entre les centrals de Riegos y Fuerza del Ebro i Barcelona Traction. Els pagaments en divises entre les dues societats es feien a través d'International Utilities.
Entre 1924 i 1930 el procediment utilitzat era el següent. Riegos y Fuerza del Ebro ingressava l'import a transferir en pessetes a un banc de Barcelona. Aquest banc transferia els diners a l'oficina de Banca Lazard a Madrid, la qual l'enviava a l'oficina de Banque Lazard Frères a Paris. Allà en venien les pessetes a canvi de lliures, i es transferia l'import en lliures a les oficines centrals de Lazard a Londres, que les lliurava a International Utilities. Aquesta empresa les transferia a la Barcelona Traction.
Fins 1931, la legislació espanyola permetia els moviments de divises. El 10 de gener de 1931 el govern espanyol va introduir un règim d'autorització prèvia, en la qual els interessats havien de justificar el motiu per poder disposar de divises, invalidant aquest mecanisme.